# Emmanuel Gyabuaa
Emmanuel Gyabuaa, né le 21 septembre 2001 à Parme en Italie, est un footballeur italien, qui évolue au poste de milieu central à l'Atalanta Bergame.

## Biographie

### En club
Natif de Parme en Italie Emmanuel Gyabuaa est formé par le club de sa ville natale, le Parme Calcio où il montre rapidement son talent précoce. Le club fait cependant faillite et doit laisser partir plusieurs joueurs. Gyabuaa cherche donc un nouveau club et rejoint en 2015 le centre de formation de l'Atalanta Bergame où il poursuit sa formation. Il devient rapidement un élément clé des équipes de jeunes et contribue grandement aux succès de son équipe, notamment en Primavera,. Avec la Primavera il remporte notamment le championnat en 2019 et la Supercoue d'Italie de la catégorie, marquant d'ailleurs le but vainquer de ce match face aux jeunes de l'ACF Fiorentina (2-1).
Le 16 juillet 2021, Emmanuel Gyabuaa est prêté à l'AC Pérouse pour une saison. Il joue son premier match pour ce club le 8 août 2021, lors d'une rencontre de coupe d'Italie face au FC Südtirol. Il entre en jeu à la place de Christian Kouan et son équipe s'impose par un but à zéro.
Le 18 juillet 2022, Emmanuel Gyabuaa est de nouveau prêté, cette fois au Delfino Pescara en Serie C, pour la durée d'une saison.

### En équipe nationale
Avec les moins de 17 ans, il participe au championnat d'Europe des moins de 17 ans en 2018. Lors de cette compétition organisée en Angleterre, il joue six matchs en tant que titulaire et marque deux buts. L'Italie s'incline lors de la finale face aux Pays-Bas après une séance de tirs au but.

## Palmarès
Italie -17 ans
- Finaliste du championnat d'Europe des moins de 17 ans
  - 2018.